# Gnjilane

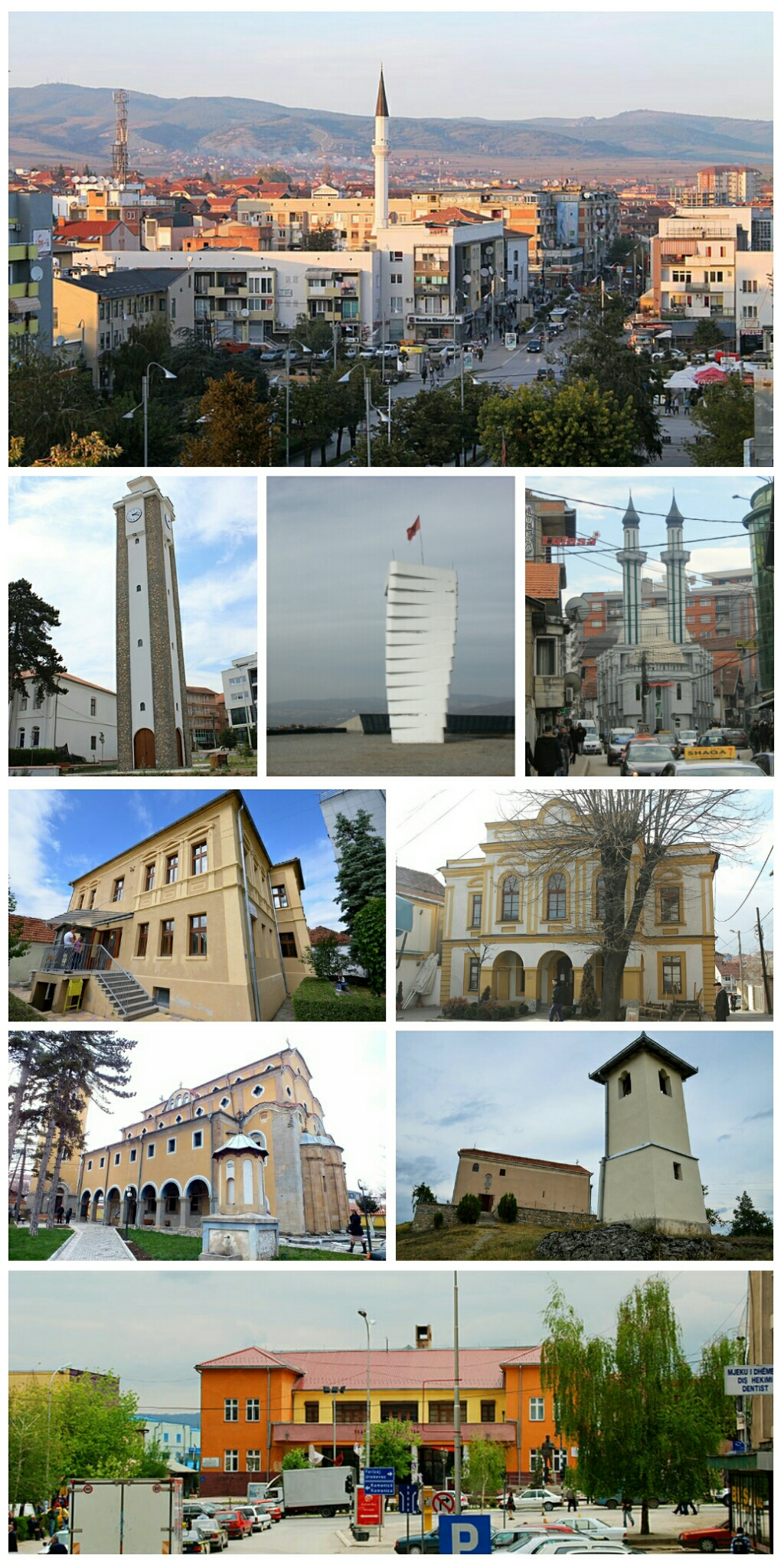
Gjilan collage

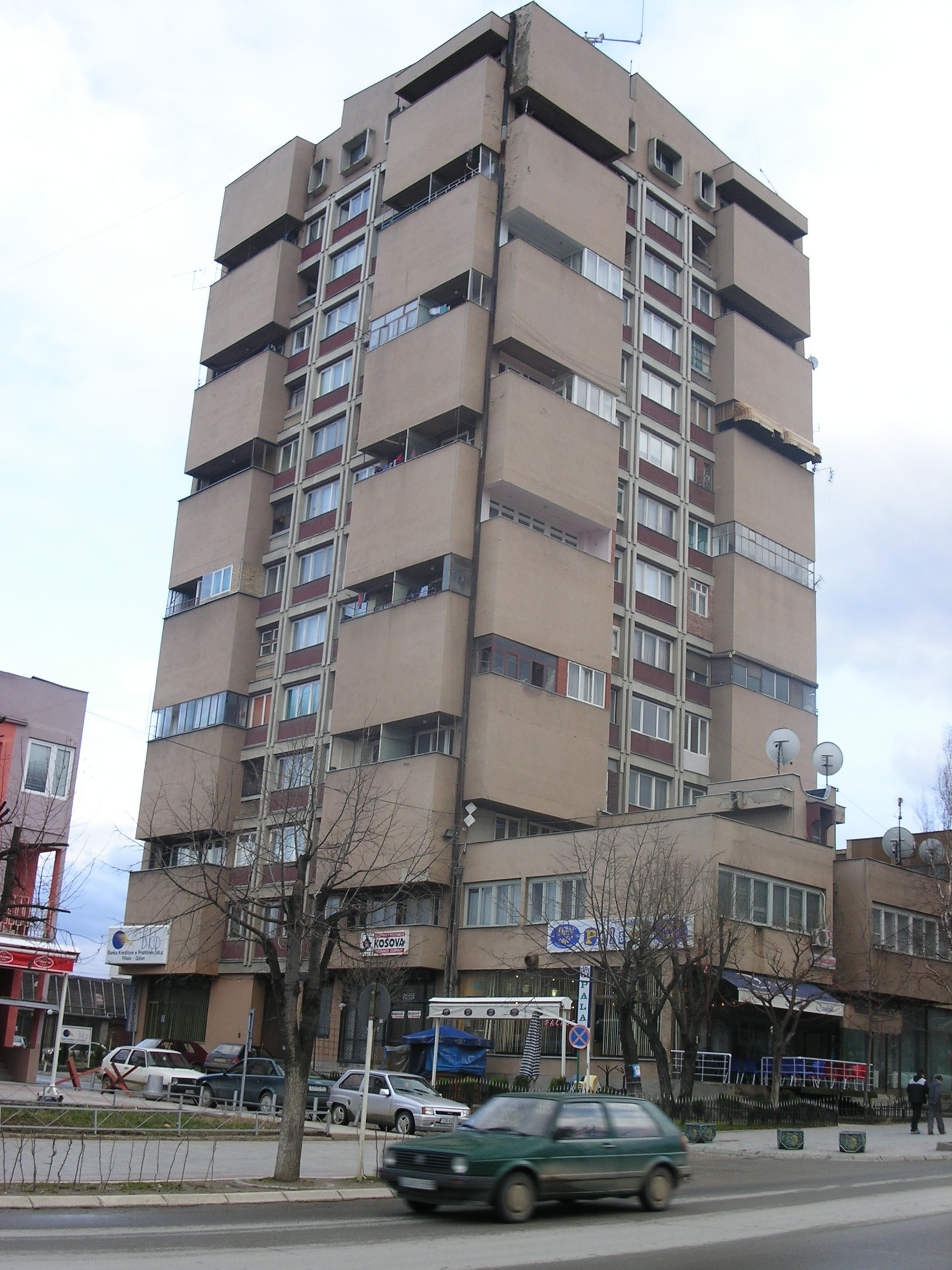
Clădire în Gnjilane.

Gnjilane sau Gjilan (în albaneză Gjilani sau Gjilan; în sârbă Гњилане, cu alfabetul latin: Gnjilane; în turcă Gilan) este un oraș și un municipiu situat în estul Kosovo. Este de asemenea, centrul administrativ al Districtului Gnjilane. Orașul este cunoscut datorită celei mai mici temperaturi înregistrate în Kosovo, de −32.5 °C (−26.5 °F), la 25 ianuarie 1963.

## Numele și istoria
Originile numelui orașului este disputat. Sursele albaneze susțin că orașul a fost inițial înființat în 1572 de familia Gjinolli, ce a venit din Novo Brdo, unul din cele mai importante orașe medievale târzii din centrul Balcanilor. Cu toate acestea, nu există nici o dovadă clară care să susțină această afirmație, și, de fapt, nimeni nu poate confirma care au fost primii locuitori cu adevărat, sau când s-au stabilit.
În 1915, în și în jurul orașului, armata sârbă a pregătit o rezistență zadarnică împotriva Armatei 1 a Bulgariei în Operațiunea Ofensivă Kosovo din Primul Război Mondial. Rezultatul acestei bătălii a fost înfrângerea completă a armatei sârb și ocupația aliaților cu Imperiul German. În timpul celui de-al Doilea Război Mondial a existat o activitate semnificativă în și în jurul orașului de către partizani care luptau împotriva Germaniei Naziste și aliaților acesteia. Au fost ridicate monumente care se găsesc și astăzi, unul dintre acestea este situat în centrul satului Koretiste. În 1999, Camp Monteith a fost înființată în afara orașului ca o bază a operațiunilor pentru KFOR în timpul Operațiunii Joint Guardian, pe locul unei baze militare sârbe distruse ce a fost predată Corpurilor de Protecție din Kosovo în 2007 după ce armata SUA și-a micșorat trupele. De asemenea, din 1999 Gnjilane a fost sediul central regional al forțelor de sarcină Poliției Internaționale din partea UNMIK.

## Populație
În aprilie 2010, în municipiul Gnjilane s-a estimat că populația era de peste 130.000 de locuitori. Majoritatea populației erau albanezi, apoi sârbi și un număr mic de minorități.

### Limbi oficiale
În municipiul Gnjilane limbile albaneză, sârbă și turcă sunt oficiale.
| Structura etnică                                                                               |          |       |        |       |       |      |            |     |         |
| An/Populație                                                                                   | Albanezi | %     | Sârbi  | %     | Romi  | %    | Alte etnii | %   | Total   |
| 1953                                                                                           | 24,797   | 50.87 | 19,196 | 39.32 |       |      |            |     | 48,748  |
| 1961                                                                                           | 29,942   | 57.12 | 18,297 | 34.91 | 735   | 1.50 |            |     | 52,415  |
| 1971                                                                                           | 43,754   | 64.45 | 20,237 | 29.81 | 1,824 | 2.69 |            |     | 67,893  |
| 1981                                                                                           | 59,764   | 71.08 | 19,212 | 22.85 | 3,347 | 3.98 | 1,762      | 2.1 | 84,085  |
| 1991                                                                                           | 79,357   | 76.54 | 19,370 | 18.68 | 3,477 | 3.4  | 1,471      | 1.4 | 103,675 |
| 1998                                                                                           | 94,218   | 79.4  | 19,481 | 16.4  | 3,568 | 3    | 1,387      | 1.2 | 118,654 |
| 2003 (august)                                                                                  | 116,000  | 89.4  | 12,300 | 9.5   | 350   | 0.2  | 1,005      | 0.8 | 129,690 |
| Sursa: Recensământul populației iugoslave din 1991, statisticele OSCE pentru anii 1998 și 2003 |          |       |        |       |       |      |            |     |         |

## Economie
Există aproximativ 3.700 de afaceri private înregistrate iar 7.900 de locuitori din municipiu sunt angajați. Gnjinale a fost un centru industrial important în Kosovo. Fabrica de calorifere și fabrica de tutun sunt încă active, iar recent au fost privatizate. Noul incubator de afaceri al orașului, sprijinit de Agenția Europeană pentru Reconstrucție, a fost inaugurată în vara anului 2007.

## Alte caracteristici
Gnjinale este în prezent centru administrativ al Districtului Gnjilane din Kosovo. Începând cu 15 februarie 2003, este sediul central al Agenției Democratice Locale din Kosovo al Consiliului Europei.

## Sporturi
Gnjilane găzduiește clubul de baschet Drita Gjilan, cluburile de fotbal KF Gjilani și KF Drita și clubul de volei de bărbați și femei, KV Drita, clubul cu cele mai reușite rezultate din istoria orașului Gnjilane.